# Famille Pizzamano
 (août 2024).

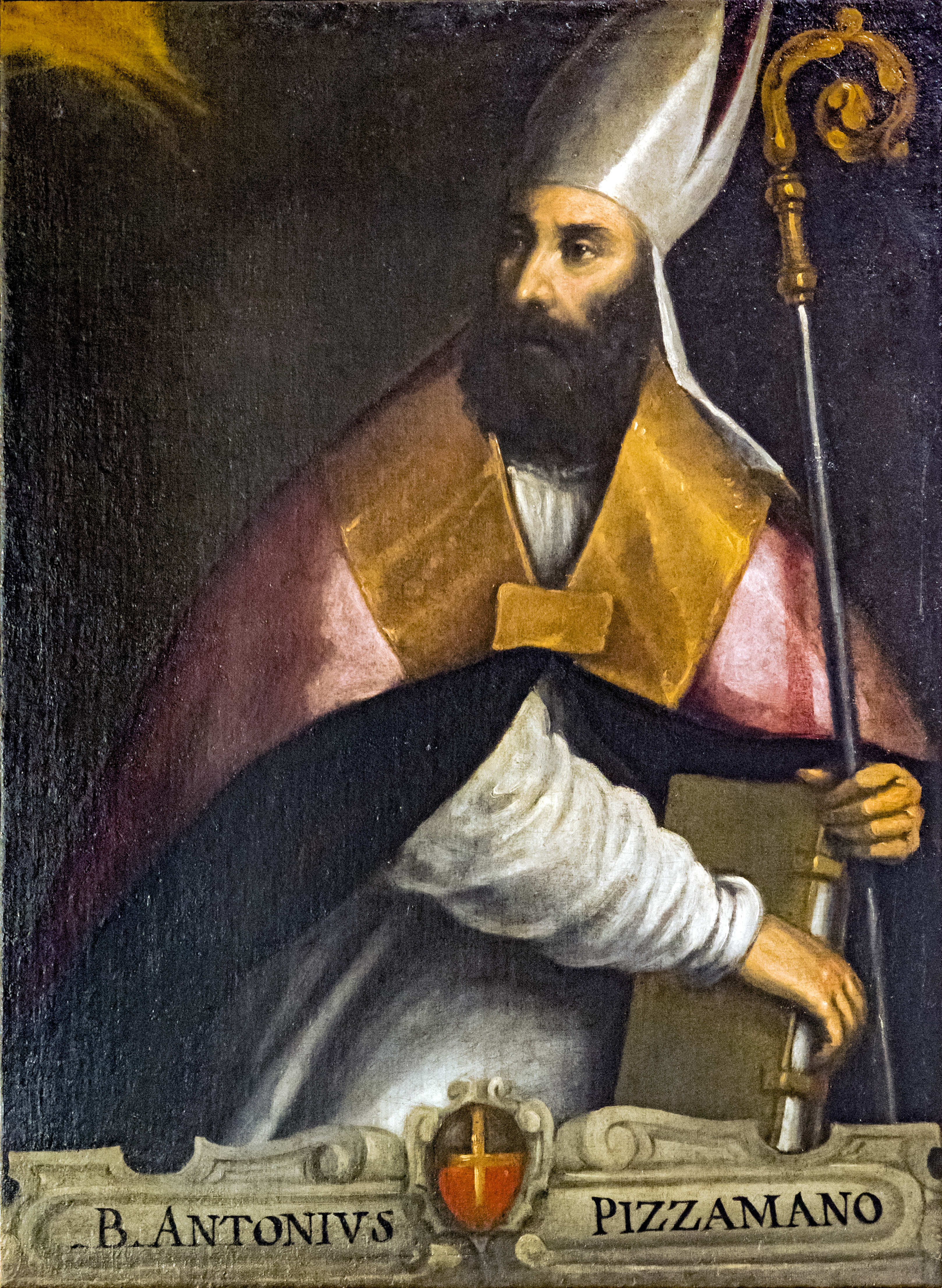
Antonio Pizzamano

La famille Pizzamano est une famille patricienne de Venise, originaire de Bohême.

## Historique
La famille, originaire de Bohême, s'installe à Venise au XIIe siècle et incluse au Maggior Consiglio à sa clôture en 1297. Elle construisit l'Église San Luca Evangelista en 1146. Elle donna des hommes d'armes et en 1470 deux d'entre eux, capitaines sur les plus gros vaisseaux devant Negroponte donnèrent du fil à retordre aux infidèles. 
- Antonio (it), évêque de Feltre, eut son corps enterré à la Basilique San Pietro di Castello intacte plusieurs années après sa mort.

Après la chute de la République, ils obtinrent la reconnaissance de leur noblesse de la part du Gouvernement impérial autrichien par Résolutions Souveraines des 16 novembre, 18 décembre et 30 décembre 1817.

## Armes

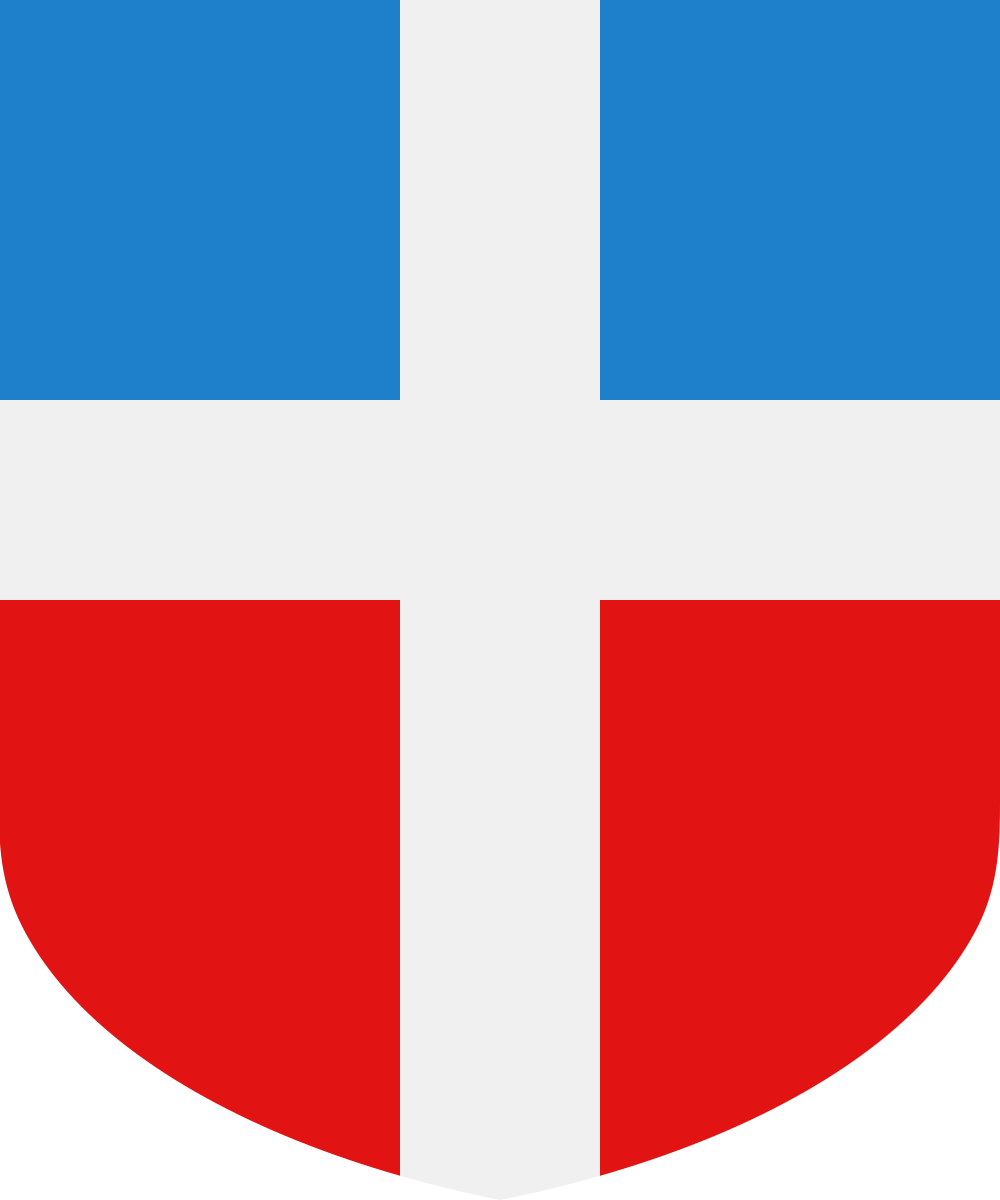
armes des Pizzamano

Les armes des Pizzamano se blasonnent ainsi : d'une croix d'argent en un champ coupé d'azur et de gueules.

## Palais de Venise
- Palais Pizzamano